# Brian Clark (superviviente del 11-S)
Brian Clark (Toronto, 4 de julio de 1947) es un superviviente canadiense de los ataques contra el World Trade Center el 11 de septiembre de 2001. Clark trabajaba para la firma estadounidense internacional de corretaje Euro Brokers, que perdió 61 empleados ese día, cerca de una quinta parte de su plantilla de Nueva York.
Clark fue una de las cuatro personas en la torre sur, que pudo escapar desde una planta que se encontraba por encima del punto de impacto del avión, escapando desde su oficina en la planta 84. Nadie pudo escapar desde una planta que se encontraba por encima del punto de impacto en la torre norte. El testimonio de Clark ante la Comisión del 11-S, donde detalló los problemas de comunicación con el teléfono de emergencias 9-1-1, ha sido ampliamente citado.

## 11 de septiembre de 2001
Después del Atentado del World Trade Center de 1993, Clark se convirtió en un guardián de incendios voluntario, en caso de que hubiera una emergencia en la planta en la que trabajaba, y el departamento de seguridad del World Trade Center le proporcionó un equipo de emergencia, que estaba formado por un silbato, un chaleco reflectante y una linterna. El 11 de septiembre de 2001, cuando Clark vio desde la ventana de su oficina una bola de fuego que venía desde la torre norte, rápidamente cogió su equipo de emergencia y comenzó los procedimientos de evacuación en la planta 84 de la torre sur. Clark acudió al mercado de corros de la planta 84, que se encontraba en el lado este del edificio. Cuando llegó, vio a sus compañeros mirando a través de las ventanas, observando como saltaban las personas que se encontraban atrapadas en las plantas superiores de la torre norte. Una de las compañeras de Clark gritó y apartó su vista de la ventana, horrorizada por lo que había visto. Buscó consuelo en los brazos de Clark. La acompañó al baño de señoras, para que allí pudiera recomponer la compostura. Clark posteriormente contó que gracias a esta acción salvó su propia vida, ya que se alejó del lado este del edificio. A las 9:03 de la mañana, el Vuelo 175 de United Airlines se estrelló en la fachada sur de la torre sur, sólo unas pocas plantas por debajo de la zona de mercado de corros en la que Clark se encontraba momentos antes.

### Rescate de Stanley Praimnath
Después de que el vuelo 175  se estrellara contra la torre sur, Clark y otros siete empleados de su planta que habían sobrevivido al impacto se reunieron y empezaron a descender por la escalera A. Solamente descendieron hasta la planta 81, cuando Clark y sus compañeros se reunieron con una mujer y un hombre que subían por las escaleras. La mujer les bloqueó el paso y les advirtió que había humo y llamas más abajo, y que su única opción era ascender hasta llegar a la azotea para esperar desde allí a ser rescatados por los helicópteros.
Clark y sus compañeros dejaron de descender y comenzaron a debatir en la escalera que hacer, si escuchar a la mujer y dirigirse a la azotea, o ignorar a la mujer y descender por las escaleras. Mientras el grupo continuaba debatiendo que hacer, un grito de ayuda que venía desde el interior de la planta 81 llamó la atención de Clark. Clark y su compañero Ron DiFrancesco abandonaron a sus compañeros y comenzaron a avanzar por el interior de la planta 81 para encontrar a la persona que gritaba en busca de ayuda. Mientras Clark y DiFrancesco entraban en la planta 81, Clark observó lo que iban a hacer sus compañeros, si ascender por la escalera hasta llegar a la azotea o descender por ella, finalmente, decidieron subir hasta llegar a la azotea en lugar de descender por la escalera. Ese grupo de personas perdió la vida ese día, ya que el acceso a la azotea se encontraba bloqueado, y además el departamento de policía de Nueva York había dejado de realizar rescates en helicóptero en azoteas en 1993.
Mientras Clark y DiFrancesco continuaban avanzando para dar con la persona que gritaba en busca de ayuda, DiFrancesco se vio asfixiado por el humo y decidió abandonar a Clark, ascendiendo por la escalera de emergencia al igual que habían hecho antes sus otros compañeros. Sin embargo, DiFrancsco sí sobrevivió. Clark, contó después que una misteriosa burbuja de aire fresco le permitió avanzar por el piso 81 y continuar con la búsqueda, para encontrar así al empleado del Fuji Bank, Stanley Praimnath, que se encontraba atrapado debajo de unos escombros detrás de una pared que se encontraba firme.
Praimnath inicialmente había abandonado el edificio después de que el primer avión se hubiera estrellado contra la torre norte, pero los bomberos le comunicaron que era mejor permanecer en el edificio. Una vez que había regresado a su oficina de la planta 81, se encontraba hablando por teléfono, cuando se percató que un avión se dirigía directamente hacía él. Gritó y se protegió permaneciendo debajo de su escritorio antes de que el avión se estrellara contra el edificio. Después del impacto, Praimnath estaba vivo y cubierto debajo de la mesa y sólo había sufrido heridas leves. Cuando Clark encontró a Praimnath, había una pared entre los dos, y la única manera mediante la cual Praimnath podía escapar era saltar la pared.
Praimnath dudaba de que pudiera saltar la pared, pero Clark le animaba a hacerlo. Praimnath intentó varias veces sin éxito escalar la pared, en una ocasión se hirió una mano, pero persistió, y en el último intento Clark rodeó a Praimnath con sus brazos haciendo palanca para que así pudiera saltar la pared. Una vez que Praimnath consiguió ascender a través de la pared, Clark y Praimnath cayeron al suelo. Praimnath, como forma de agradecimiento, le dio un beso a Clark y le estuvo agradeciendo continuamente que le hubiera salvado la vida. Los dos hombres se presentaron y Praimnath le dijo a Clark:¡Seremos hermanos para siempre!, a lo que Clark contestó:Bueno, nunca he tenido un hermano, así que de acuerdo. Los dos hombres, que tenían heridas en las manos, se frotaron las manos entre ellos y Clark dijo:De hecho, seremos hermanos de sangre para siempre.

### Descenso
El descenso de Clark y Praimnath a través de las plantas del punto de impacto era impedido en algunas ocasiones por los escombros y el humo, pero moviendo los escombros, pudieron descender por la escalera. Todas las paredes internas del edificio estaban formadas por una estructura metálica que soportaba los paneles de módulo seco. Estos paneles se fracturaron por las explosiones e impactos iniciales, además de dejar atascadas puertas y dejar las escaleras de emergencia impracticables.
El avión que se estrelló contra la torre norte, se estrelló de forma perpendicular en la cara norte. El impactó daño todos los ascensores y todas las escaleras de emergencia. El avión que se estrelló contra la torre sur, lo hizo en ángulo, dañando sólo dos escaleras, pero dejando intacta la escalera A, la que Clark y Praimnath estaban utilizando para descender. Unas pocas plantas por debajo del punto de impacto, Clark y Praimnath se encontraron con uno de los compañeros de Clark, José Marrero, ascendiendo y usando un walkie-takie. Marrero había recibido una llamada por parte de una persona que se encontraba atrapada en una de las plantas superiores. Clark intentó convencer a Marrero para que no subiera, pero no le hizo caso. En el Skylobby de la planta 44, Clark y Praimnath se encontraron con un empleado de la autoridad portuaria que estaba atendiendo a un herido. El empleado de la autoridad portuaria les dijo que todos los teléfonos se encontraban fuera de servicio en esa planta.
Cuando llegaron a la planta 31, todos los teléfonos funcionaban. Clark estuvo hablando durante tres minutos por teléfono con tres operadoras diferentes de emergencias. Clark describió como él y Praimnath no estaban nerviosos, y poco después de llamar al teléfono de emergencias, realizaron cada uno una breve llamada personal.
A las 9:55 de la mañana llegaron al vestíbulo de la torre sur, donde se encontraban los bomberos. Uno les advirtió que corrieran hasta llegar a Liberty Street, en la esquina sureste del complejo. A las 9:56 de la mañana Clark y Praimnath estaban abandonando el complejo del World Trade Center. Clark contó que cuando se encontraban a dos cuadras del World Trade Center, Praimnath le dijo que los edificios se iban a derrumbar. Clark se mostraba escéptico, diciendo que las torres eran muy sólidas, pero no le dio tiempo ni a terminar la frase cuando la torre sur comenzó a derrumbarse. Clark y Praimnath habían abandonado la torre sur sólo cuatro minutos antes de que se derrumbara, fueron dos de las últimas 25 personas en abandonar el edificio, Clark fue la persona número 22. Sólo dos personas más abandonaron la torre sur después de Clark y Praimnath.

### Consecuencias
Praimnath le agradeció a Clark que le hubiera salvado la vida. Clark también le dio las gracias a Praimnath, ya que gracias a sus gritos pudo abandonar a sus compañeros, que ascendieron hasta las plantas más altas del edificio y subsecuentemente perdieron la vida como consecuencia del derrumbe de la torre sur. Su compañero de Euro Brokers, Ron DiFrancesco, que inicialmente abandonó a Clark como consecuencia del humo, pudo descender por las escaleras y fue una de las últimas personas en abandonar la torre sur antes de que colapsara; se despertó tres días después en el hospital, con quemaduras graves y una laceración en la cabeza. Se encontraban entre las cuatro personas que pudieron escapar desde una planta que se encontraba por encima del punto de impacto en la torre 2. Richard Fern, un gerente de Euro Brokers, fue la cuarta persona.
61 compañeros de Clark murieron como consecuencia de los atentados. Posteriormente, el gerente de Euro Brokers le propuso a Clark ser el presidente del Fondo de Ayuda de Euro Brokers, creado para dar ayuda financiera a las familias de los fallecidos. Clark se jubiló en 2006, un año antes de que Euro Brokers se fusionara con otra empresa.